# La Peur (nouvelle, 1882)
Pour les articles homonymes, voir La Peur.
La Peur est une nouvelle fantastique de Guy de Maupassant, parue en 1882. Elle est initialement publiée dans la revue Le Gaulois du 23 octobre 1882, puis dans le recueil Contes de la bécasse en 1883, puis dans dix revues jusqu’en 1892. L'auteur a publié dans Le Figaro du 25 juillet 1884 une autre nouvelle portant le même titre. Elle est dédiée à Joris-Karl Huysmans (1848-1907).
Le récit contient deux narrateurs-personnages et est composé d'un récit-cadre et d'un récit encadré :
- Le récit-cadre, ou récit encadrant, rapporte l'histoire principale et suit la chronologie.
- Le récit encadré rapporte une autre histoire à l'intérieur de la première sous la forme d'un retour en arrière (analepse).

Comme c'est souvent le cas chez Maupassant, le deuxième narrateur (du récit encadré) est un personnage de la première histoire.
Ce texte de 1882 est la première version, alternative, d'une nouvelle homonyme elle-aussi titrée La Peur publiée deux ans après en 1884.

## Résumé
Le capitaine du navire raconte une histoire à son équipage, en disant qu’il a eu peur. Un homme corrige le capitaine, en expliquant selon lui ce qu'est la vraie peur, car pour lui, cela n'a rien à voir avec le fait d'être "ému, agité".
Il l’a ressentie la première fois, en Afrique, dans le désert durant une tempête de sable. Ils étaient 2 amis, 8 spahis et quatre chameaux avec leurs chameliers. Mais ils étaient à court d’eau, accablés de chaleur et de fatigue. Alors ils entendirent au loin un mystérieux tambour. Ils étaient tous épouvantés ; un Arabe déclare : « La mort est sur nous ». L’ami du narrateur tomba de son cheval à cause d’une insolation. Pendant 2 heures on essaya de le réanimer... le tambour battant toujours. Ça, c’est la peur « en face de ce cadavre aimé, dans ce trou incendié par le soleil entre quatre monts de sable, tandis que l’écho inconnu jetait, à deux cents lieues de tout village français, le battement rapide du tambour. »
La deuxième vraie peur fut durant un hiver dans une forêt du nord-est de la France en pleine tempête, le narrateur, accompagné d'un guide, un paysan, se réfugia chez un homme qui avait tué un braconnier et vivait avec ses deux fils mariés. Il pensait que le braconnier allait venir se venger alors l’ambiance fut tendue toute la soirée et, lorsque le chien se mit à hurler, tout le monde fut complètement angoissé ; alors on mit le chien dehors mais un visage se fit voir par une petite fenêtre, à ce moment l’homme tira. Tout le monde resta figé toute la nuit de peur et on n'osa bouger qu’au premier rayon de soleil. C'est alors qu'on découvrit le chien, mort d’une balle dans la tête.

## Adaptation
- Cédric Pérez, « La Peur », dans Histoires et légendes normandes, 2. Les Belles et les Bêtes, Évreux, L'Eure du Terroir, 2009.

### Éditions
- La Peur, Maupassant, contes et nouvelles, texte établi et annoté par Louis Forestier, Bibliothèque de la Pléiade, éditions Gallimard, 1974  (ISBN 978 2 07 010805 3).